# 兰州陇原竞技足球俱乐部
兰州陇原竞技足球俱乐部简称兰州陇原竞技，是一家主場位于中國甘肃省兰州市七里河区兰州奥体中心的职业足球俱乐部。

## 歷史
俱乐部成立于2014 年，前身为日照宇启足球俱乐部（日照宇启）。2017年，球隊首次參加中国足协杯，但在當年的足協杯資格賽階段就被淘汰。球隊後來又參加2022年中国足球协会会员协会冠军联赛。 2024年2月6日，日照宇启升入中乙联赛。 
2025年球隊主場從山東省日照市搬遷至兰州，并更名为兰州陇原竞技足球俱乐部。 